# Haus Mehrum

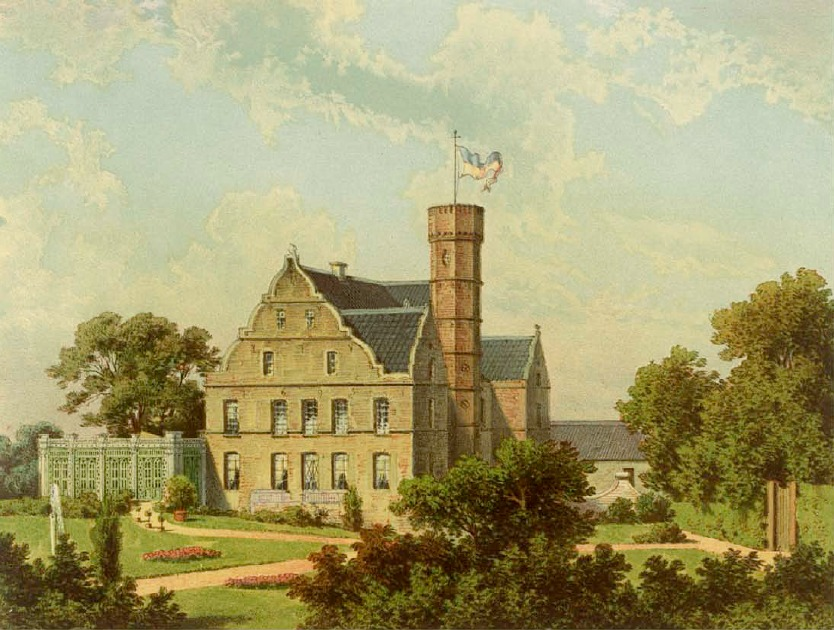
Haus Mehrum
auf einer Farblithografie von 1865/1866

Das Haus Mehrum ist die Ruine eines festen Hauses aus dem späten 15. Jahrhundert, im Ortsteil Mehrum der Stadt Voerde im nordrhein-westfälischen Kreis Wesel. 
Das Herrenhaus mit Burgturm wurde mehrfach beschädigt und wieder aufgebaut, bis es nach schweren Bombardements im Zweiten Weltkrieg 1965 abgerissen wurde.

## Geschichte

### Die Anfänge (1598 bis 1688)
Haus Mehrum wurde vermutlich im 15. Jahrhundert erbaut. Es gehörte im 16. und 17. Jahrhundert einer Familie von Lützelrath oder Lützenrod und wurde im Jahre 1598 zweimal von den Spaniern geplündert und wahrscheinlich zum Teil niedergebrannt. Janna, die Tochter von Bertram V. von Lützerode und seiner Frau Ursula von Marnix, war Erbin des dritten Teils des Hauses Mehrum. Sie heiratete 1625 den Freiherrn Conrad von Strünkede und brachte den Besitz an seine Familie. Von ihm erbte sein Sohn Gottfried von und zu Strünkede, der das Haus an Wilm Salentin von Katzgen zu Geretzhofen verkaufte. Dieser hatte mit seiner Gemahlin Almuth von Vietinghoff genannt Schell zum Schellenberg eine Tochter und Erbin: Almuth Louisa.

### Familien von Bodelschwingh und Plettenberg
Almuth Louisa vermählte sich 1688 mit Wessel Wirich von Bodelschwingh auf Bodelschwingh. Zu dieser Zeit scheint das Wohnhaus nach der Verwüstung durch die Spanier zum ersten Male wieder renoviert worden zu sein, da sich auf der Giebelfront über einem „B L“ (wahrscheinlich für Bertram Lützenrod) die Jahreszahl 1695 befand. Wessel Wirichs einzige Enkelin Gisbertina Anna Louisa heiratete Albert von Bodelschwingh-Velmede und hatte zwei Töchter: Luise (1766–1833) und Caroline (1771–1818).
Mit Letzterer, die unter anderem auch Mehrum erbte, vermählte sich 1795 Friedrich Wilhelm Christopher Freiherr von Plettenberg (1769–1820) auf Heeren. Aus der Ehe gingen sieben Kinder hervor, von denen das dritte, Karl Ludwig Adolf (1801–1857) Haus Mehrum übernahm, Wohnhaus und Wirtschaftsgebäude restaurierte und die Ländereien des Gutes arrondierte. Karl von Plettenberg war als Rechtsritter des Johanniterordens bereits vorbestimmt als Kommendator der Rheinischen Genossenschaft der Kongregation vorzustehen, was sein früher Tod verhinderte. 1831 mit Wilhelmine von Bodelschwingh-Plettenberg (1809–1900), aus dem Hause Bodelschwingh vermählt, hinterließ er bei seinem Tod 1857 zwei Söhne, Gustav (1835–1910) und Udo (1848–1885), und die Tochter Laura, welche unvermählt Stiftsfräulein wurde. Gustav, der Ältere von beiden, wurde Erbe. Und er wurde später Kammerherr sowie Kommendator des Johanniterordens. Er war Offizier in der Garde-Landwehr-Kavallerie, später mit dem Dienstrang Rittmeister ausgestattet. Er heiratete 1862 Elisabeth von Rosenberg aus dem Hause Klötzen. Sie hatten vier Kinder, von denen das zweite, Karl Anton (1871–1942) den Besitz erbte. Dieser war zwei Mal verheiratet, starb allerdings kinderlos in Köln. Er verkaufte daher 1929 das nur noch 188 ha große Gut an die Firma Hülskens & Co. in Wesel, die den von ihm begonnenen Kiesabbau fortsetzte.

### Zerstörung im Zweiten Weltkrieg
In der Nacht vom 23. auf den 24. März 1945 überquerte die 9. US-Armee im Rahmen der Operation Flashpoint bei Mehrum den Rhein. Dabei wurde Haus Mehrum so schwer beschädigt, dass es 1965 abgerissen wurde. Heute sind von dem ehemaligen Anwesen nur noch einige Mauerreste übrig.